# Обсада на Дряновски манастир (1876)
Обсадата на Дряново или обсадата на Дряновския манастир е сражение между 200 въстаници и 10.000 османска армия предвождана от Фазлъ паша.
Обсадата на Дряновския манастир е едно от най-важните сражения през априлското въстание където 200 въстаници отблъсват за период от 9 дена 10 000 османска армия.
След оказаната съпротива на въстаниците от 200 души успяват да се спасят с пробив между турските редици Бачо Киро и още 45 души, като останалите са убити по време на обсадата или при самият опит да избягат.

На 2 май при случайно подпалване на барутния склад поп Харитон ослепява. Четниците избират за свой войвода Петър Пармаков, възпитаник на Одеското военно училище. Пармаков се обръща към четниците като заявява: 
Другари, ние сме заобиколени от неприятелска войска, от черкези и башибозуци, но има ли от що да се боим? Що може да ни уплаши? Смъртта ли? Но има ли по-голяма радост да умреш за свободата на отечеството си?

На 7 май пристига османска войска от Шумен под командването на бригадния генерал Фазлъ Паша. Скоро османският генерал диктува ултиматум към въстаниците: 
Комити, послушайте моите думи и се предайте, защото няма да мине много време, когато манастират ще бъде превърнат в прах и пепел и вие ще бъдете в моите ръце

Веднага Бачо Киро му изпраща отговор: 
Народът иска своите правдини и е решен да ги спечели, ако ще би и със смърт... Ние сме решени да мрем и ще запазим клетвата.
Скоро две докарани немски крупни оръдия заемат позиция и се насочват срещу манастира. Снарядите експлоадират с трясък, трите кубета на църквата рухват и стените на крепостта се срутват., Почернели от дима, гладни, недоспали и изнемощели, въстаниците правят опит да пробият обсадния обръч. Излизайки от манастира обаче, те се сблъскват със силна турска част и след ожеточен бой само една малка група успява да се отскубне от обсадата. Част от оцелелите бунтовници от кървавата сеч се връщат обратно в манастира. Едни от тях загиват, други са обесени а трети потъват из горите и само малка част от тях оцеляват.